# Бусирис (мифология)
Бу́сирис (Бусирид, Бузирис; др.-греч. Βούσιρις) — персонаж древнегреческой мифологии, сын Посейдона и Лисианассы (или Посейдона и Ливии; или Нептуна и Лисианиссы), фараон Египта, приносивший Зевсу человеческие жертвы и убитый Гераклом.
Этот миф связывает Геракла с искажённым египетским мифом о убийстве Осириса Сетом и последующем его воскрешении.
Нил пересох от девятилетней засухи, и тогда Бусирис созвал предсказателей из Греции. Когда они указали ему для прекращения засухи ежегодно приносить в жертву Зевсу чужестранцев, первым он принес в жертву предсказателя Фрасия, пришедшего с Кипра.
Когда Геракл прибыл в Египет, Бусирис решил принести и его в жертву. Но Геракл, когда его подвели в жертвенной повязке к алтарю, убил палицей жрецов и самого Бусириса. Геракл принес его в жертву богам.
По другому расчёту, жил за 11 поколений до Геракла. Был современником Персея. Эратосфен (в передаче Страбона) отрицает существование такого царя.
Миф впервые изложил Ферекид. Бусирис — действующее лицо несохранившихся произведений: сатировской драмы Еврипида «Бусирис», шести комедий (Эпихарма, Антифана, Кратина Старшего и Младшего, Эфиппа, Мнесимаха). Существует «Ваза Бусириса», церетанская гидрия VI в. до н. э., одна из сценок которой представляет Геракла убивающего египтян.

## Галерея

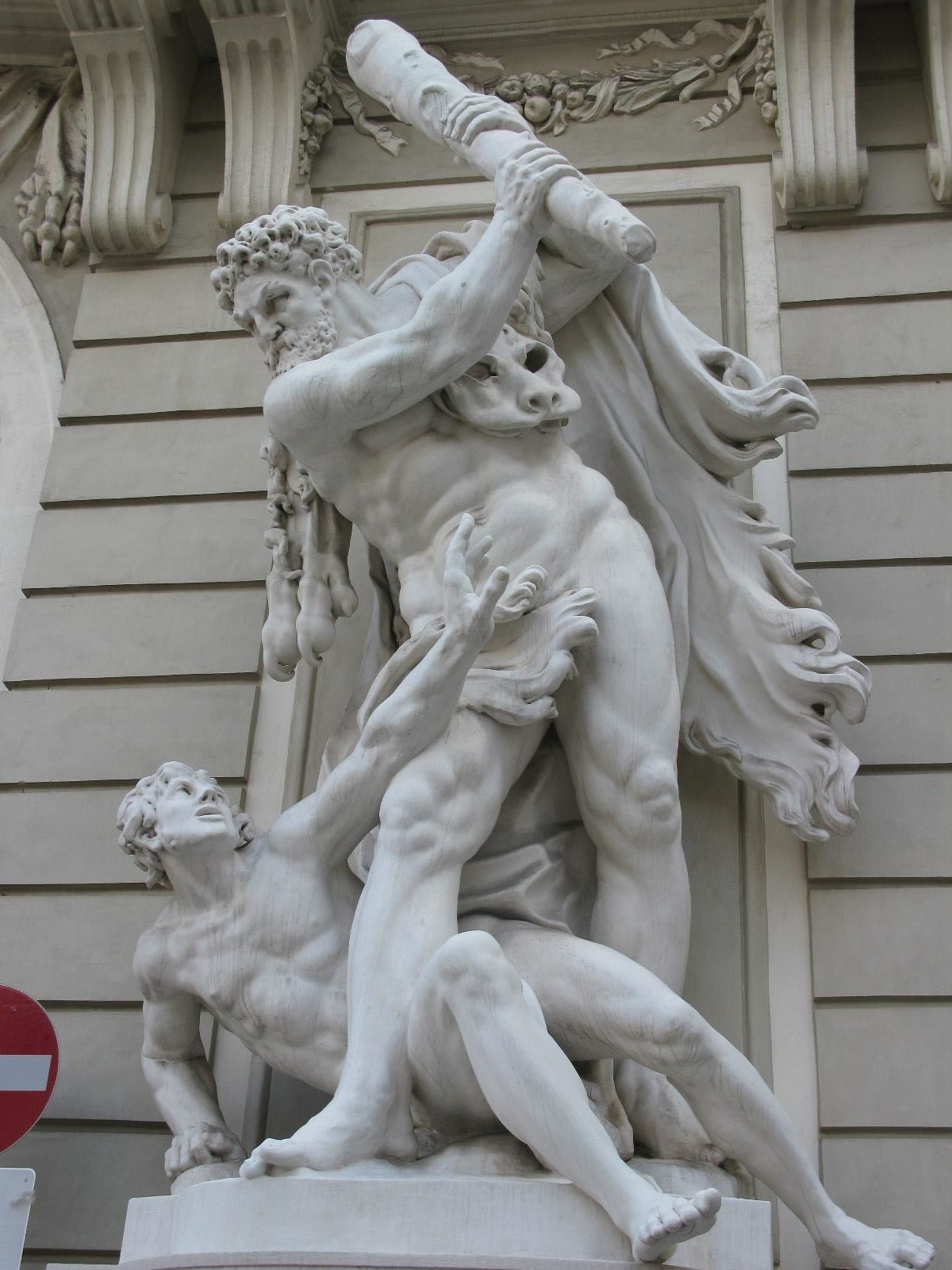
Геракл и Бусирис. Хофбург. Внутренние замковые ворота крыла святого Михаила
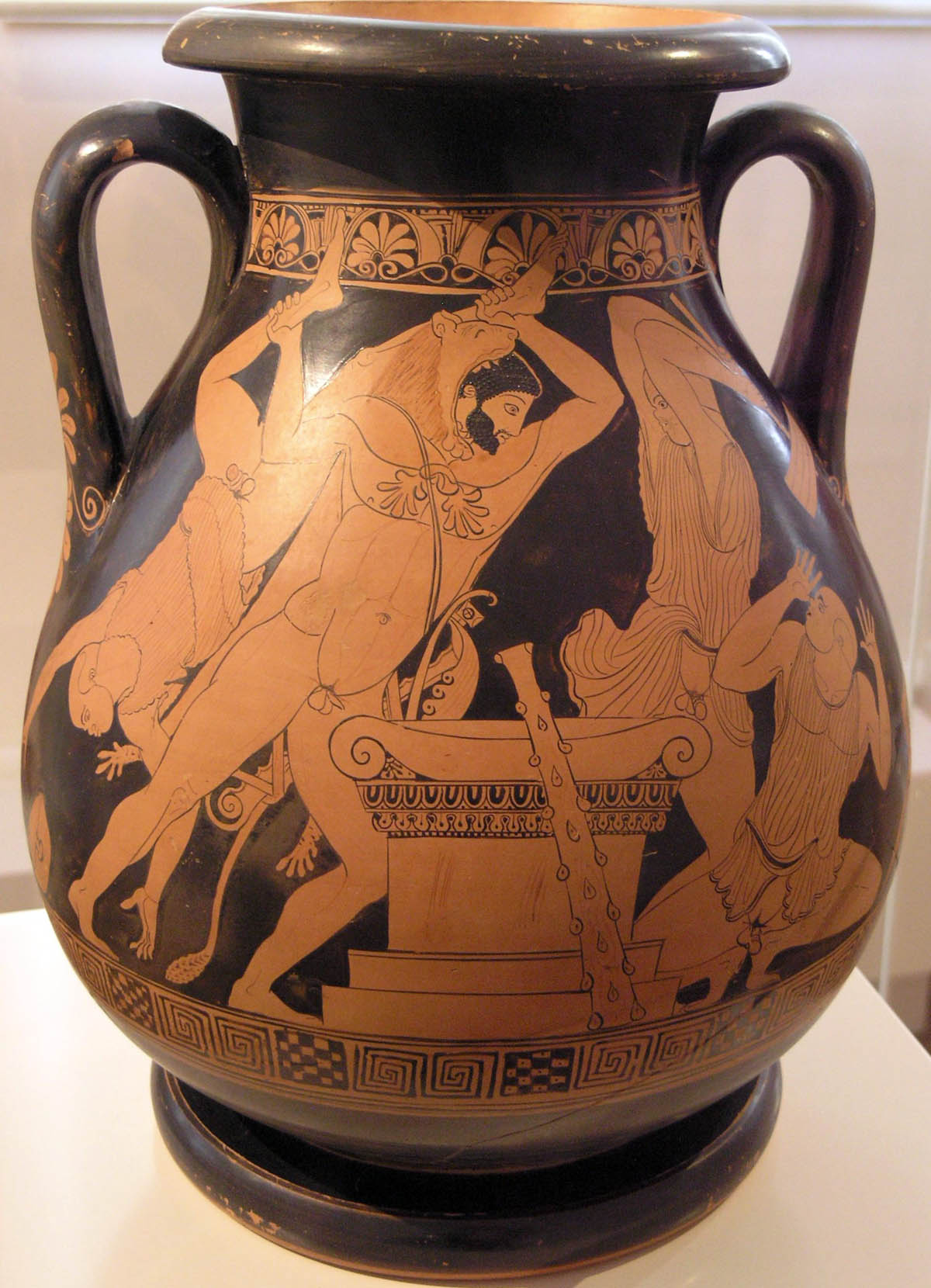
Борьба Геракла и Бусириса. Пелика работы вазописца Пана, найденная в Феспиях. Национальный археологический музей Афин
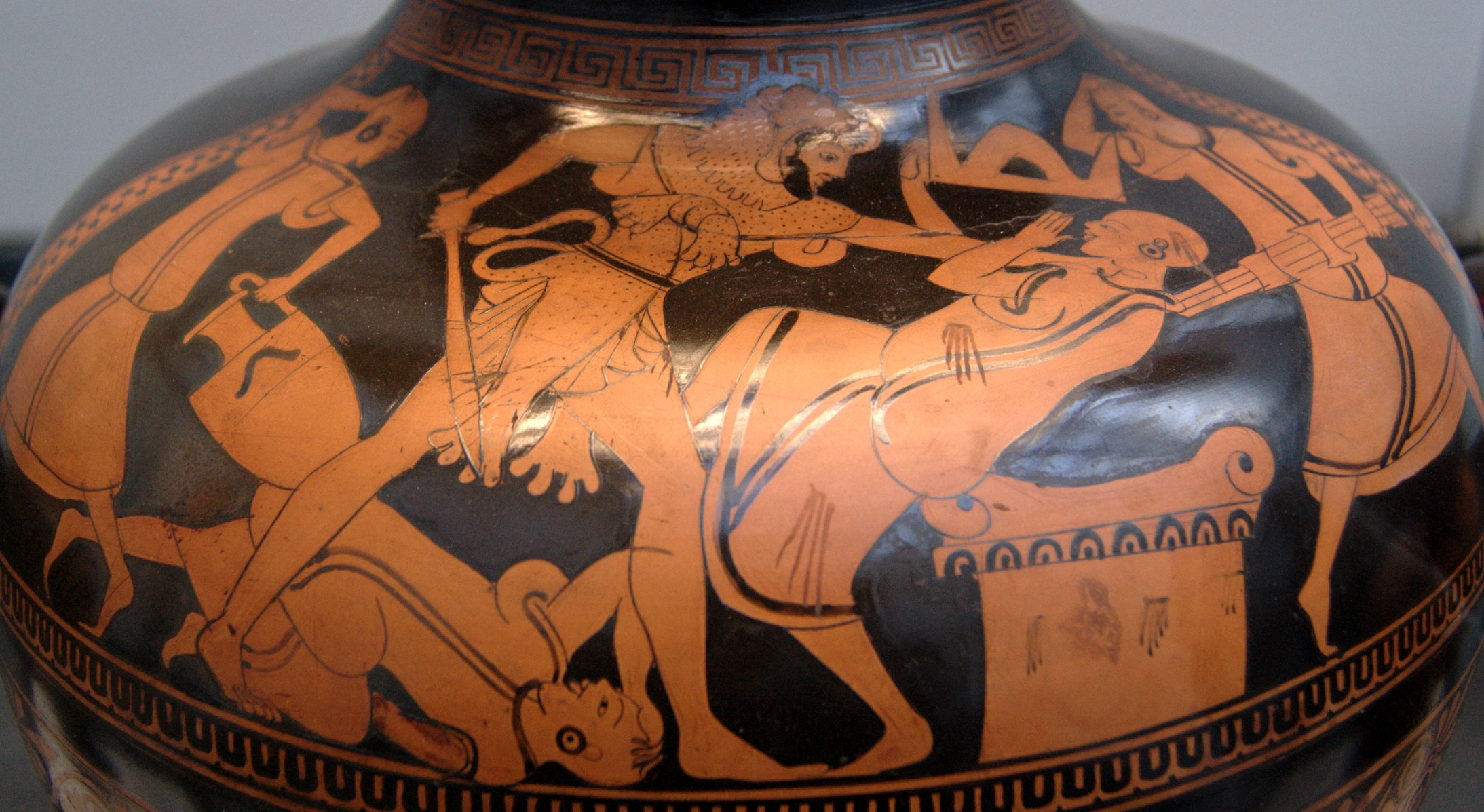
Геракл убивающий Бусириса. Краснофигурная гидрия. Аттика. 480 г. до н. э. Музей античного искусства в Мюнхене
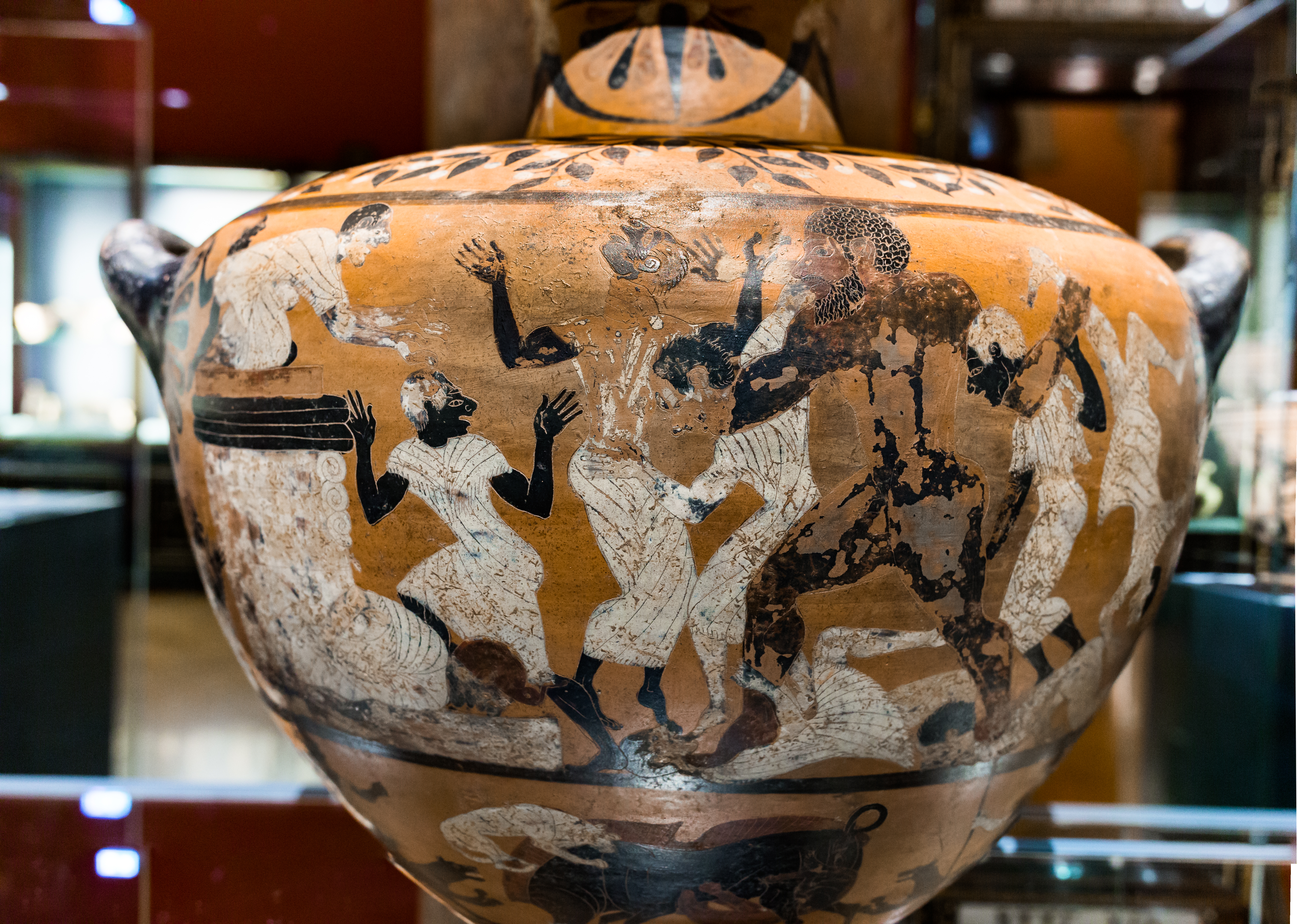
Геракл у фараона Буcириса. Церетанская гидрия. Иония. Ок. 520—510 гг. до н. э. Инв. № IV 3576. Музей истории искусств. Вена